# ناديا السعيد
ناديا حلمي حافظ السعيد سيدة أعمال أردنية ووزيرة سابقة من مواليد الكويت، شغلت منصب وزير الاتصالات والمعلومات في التعديل الوزاري الذي جرى على حكومة فيصل الفايز سنة 2004، وتولت نفس المنصب في حكومة عدنان بدران عام 2005 . عملت في القطاع الخاص لمدة عشر سنوات في القطاع المصرفي . في عام 2002 تولت منصب مستشار لوزير الاتصالات وتكنولوجيا المعلومات، شغلت منصب أمين عام بالوكالة في وزارة الاتصالات في آذار للعام 2003. شغلت منصب الرئيس التنفيذي لبنك الاتحاد منذ عام 2008 . حتى يوليو 2025.
في أغسطس سنة 2014 تم اختيار ناديا السعيد من ضمن قائمة أكثر 10 نساء تأثيراً في الأردن، اللواتي حققن نجاحات مشهودا لها في مختلف القطاعات الاقتصادية والاجتماعية وتمكّنّ من التأثير بشكل إيجابي في المجتمع.

## المؤهلات العلمية
تحمل شهادة البكالوريوس في الاقتصاد وإدارة الأعمال من الجامعة الأردنية، وحصلت على شهادة الماجستير في المالية وإدارة الأعمال من الجامعة الأمريكية في القاهرة عام 1992.